# 安东内尔·博尔尚
安东内尔·博尔尚（羅馬尼亞語：Antonel Borșan，1970年4月29日—），罗马尼亚男子皮划艇运动员。他曾代表罗马尼亚参加1996年夏季奥林匹克运动会皮划艇比赛，获得男子双人划艇1000米银牌。